# Césaire Daugé
Césaire Daugé, né le 27 août 1858 à Aire-sur-l'Adour et mort le 10 juillet 1945 dans la même ville, est un religieux catholique et écrivain français de langue française et gasconne. Il est principalement connu pour son œuvre historiographie, littéraire, poétique, théâtrale, ethnographique et linguistique. Il est majoral du Félibrige, vice-président de la Société de Borda et il reçoit le prix Louis-Paul-Miller en 1939.

## Biographie
Césaire Daugé naît le 27 août 1858 à Aire-sur-l'Adour,. Il est le fils de Jean-Baptiste de Daugé, qui multiplie les petits emplois manuels afin de récolter suffisamment d'argent pour envoyer son fils au séminaire d'Aire-sur-l'Adour. Il rentre au petit séminaire à 11 ans en 1869, où il fait le vœu d’écrire au moins une page par jour, puis le quitte pour le grand séminaire à 19 ans en 1877. Bien qu'il ait le gascon pour langue maternelle, il acquiert pendant ses études une importante culture littéraire en langues française et latine. Il est ordonné prêtre en 1883, puis officie dans plusieurs paroisses des Landes : il est vicaire à Peyrehorade de 1883 à 1886, curé de Gaillères de 1887 à 1893, curé de Saint-Agnet et Sarron de 1894 à 1902, curé de Beylongue de 1903 à 19113 et enfin chanoine (honoraire en 1936) de Duhort-Bachen,. Il est membre de la Société de Borda (il en est le vice-président de 1921 à 1945), ainsi que de l’Escòla Gaston Fèbus (il en est le trésorier de 1923 à 1933 et le secrétaire de la section des Landes). Il meurt le 9 juillet 1945 à Aire-sur-l'Adour,, et Antonio Aparisi-Serres, président de la Société de Borda fait son éloge funèbre.

## Œuvre historiographie et littéraire
En parallèle de sa carrière ecclésiastique, Césaire Daugé est un écrivain prolifique et polygraphe : il est à la fois poète, dramaturge, prosateur, historien, folkloriste, philologue, ethnologue et linguiste,. Il publie de nombreux articles dans le Bulletin de la Société de Borda, la Revue de Gascogne et dans la Revue Historique de Béarn et du Pays Basque. Il publie de nombreux poèmes et pièces de théâtre aussi bien en gascon qu'en français. Il se fait également journaliste et polémiste dans des journaux catholiques et conservateurs. Il rédige de nombreuses études et monographies d'histoire locale, notamment ecclésiastique. De 1916 à 1930, il se fait ethnographe avec les trois tomes de Le Mariage et la Famille en Gascogne d’après les Proverbes et les Chansons, un inventaire de la tradition orale gasconne. Il utilise les pseudonymes Philibert de Lourine, Lou Gat Esquiro et Lou Hapchot (ou Lou Hapthiot).   
Suivant l'exemple de Jean-Félix Pédegert dont il se réclame, professeur au séminaire d'Aire-sur-l'Adour, il milite pour ériger le gascon en langue littéraire et rejoint le Félibrige. Il remporte le premier prix des jeux floraux de Biarritz en 1898 grâce à sa pièce Sente Quiteyre. Il organise des félibrées : à Geaune en 1899, à Saint-Sever en 1902, à Mont-de-Marsan en 1906, puis en 1934, à Rion-des-Landes en 1912, à Peyrehorade en 1926, à Dax en 1930 et à Aire-sur-l’Adour en 1922. Il communique avec de nombreux auteurs occitans, dont Michel Camélat, Adrien Planté, Félix Despagnet, Simin Palay et Frédéric Mistral. Il est majoral du félibrige (cigale de la Tour Magne) de 1926 à sa mort. En 1905, il publie une grammaire gasconne, voulant codifier et normaliser cette langue sans dictionnaire. Dès sa jeunesse, il écrit des sonnets en français. En gascon, il s'essaye à divers genres théâtraux : l'hagiographie, la tragi-comédie, la comédie, le drame historique. Il réinvente le théâtre populaire gascon et crée un genre nouveau, la pièce ethnographique, avec Nouce gascoune en 1925. L'Académie française lui remet le prix Louis-Paul-Miller et 900 francs en 1939 pour Proverbes gascons. Les Soubiran.

## Archives
Les archives départementales des Landes à Mont-de-Marsan conservent de nombreux papiers et dossiers récoltés ou rédigés par Césaire Daugé. Ils sont classés de la cote 3 F 1 à la cote 3 F 301, et contiennent des dossiers topographiques, des dossiers de famille, des dossiers documentaires, des œuvres historiques, religieuses et littéraires de sa main et des minutes de notaire. La Société de Borda conserve aussi des archives de Césaire Daugé, principalement sous la forme de cahiers d’écoliers. Ces notices relatives à l’histoire locale ou au gascon sont classées sous les cotes 3 à 11, 117, 322, 430 et 435. La bibliothèque municipale de Pau conserve quatre cahiers manuscrits de Césaire Daugé. L’Académie nationale des sciences, belles-lettres et arts de Bordeaux conserve quant à elle un cahier manuscrit de 184 pages concernant le superlatif absolu en gascon. Il avait été envoyé par Daugé en 1923 pour participer au concours de la fondation La Grange. 

## Postérité

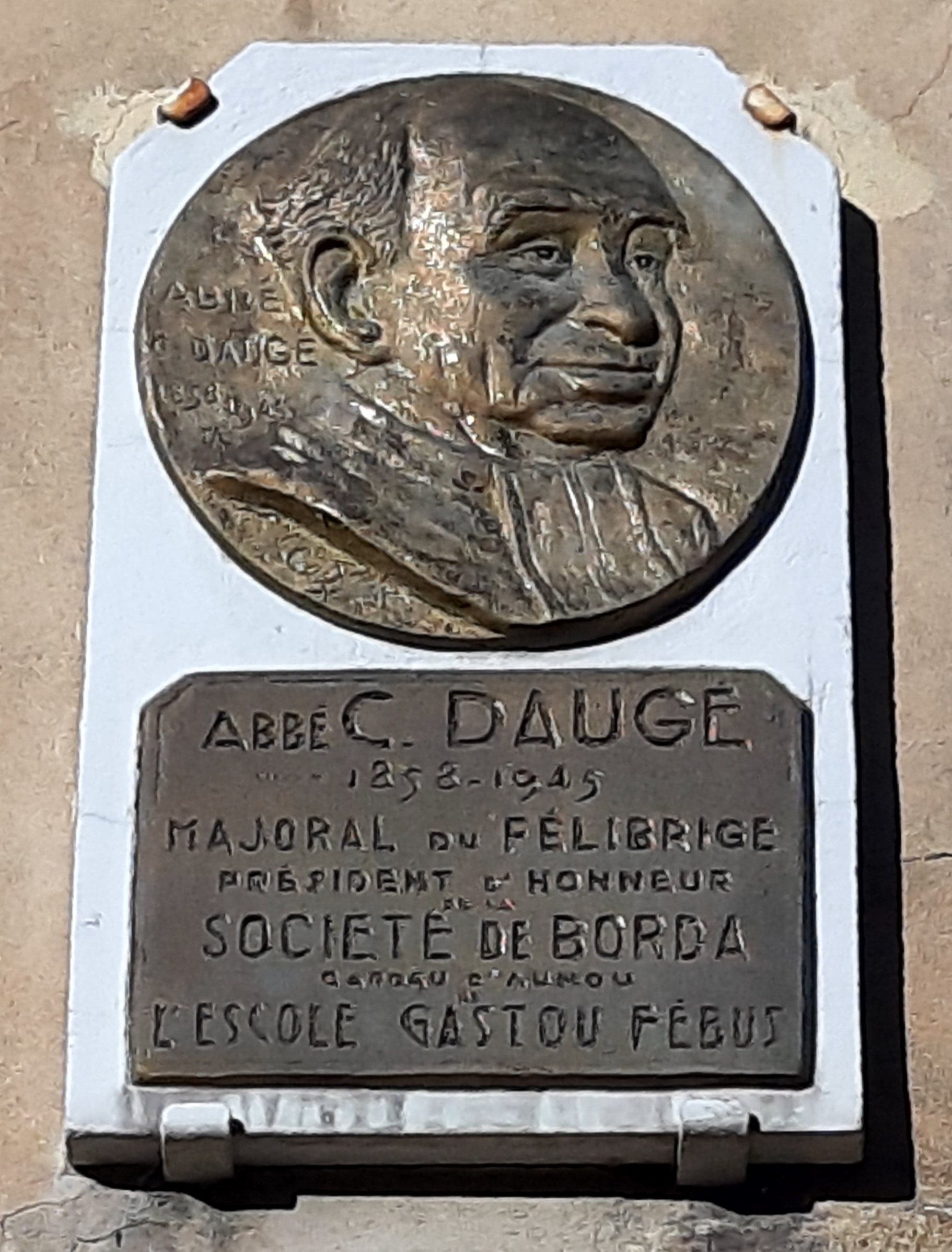
Médaillon sculpté apposé sur un mur de la rue René Mericam, à Aire-sur-l'Adour.

Césaire Daugé donne son nom à une impasse à Mont-de-Marsan et à une rue à Aire-sur-l'Adour. En 2023, la médiathèque d’Aire-sur-l’Adour (avec la participation des archives départementales des Landes et de la Société de Borda) organise plusieurs journées et expositions dédiées à Césaire Daugé. Le 22 mars, elle organise une premier rencontre intitulée « Césaire Daugé, proverbes et chansons à Saint-Agnet ». La deuxième se déroule le 24 mars et a pour titre « La vie et l’œuvre de Césaire Daugé par Guy Latry ». La dernière, le lendemain, est dédiée à « Césaire Daugé et la Grande Guerre à Duhort-Bachen »,,. Du 7 au 1er avril, une exposition est organisée à la médiathèque d’Aire-sur-l’Adour.

## Publications
- L'Hospice d'Aire, 1654-1900, Aire-sur-l'Adour, Labrouche, 1901, 32 p. (présentation en ligne)
- Le Mouvement félibréen dans le Sud-Ouest, Auch, Imprimerie centrale, 1903, 22 p. (présentation en ligne)
- Habas, son histoire, Dax, Pouyfaucon, 1906, 351 p. (présentation en ligne, lire en ligne)
- L'abbé Pierre-Augustin Darthos, chanoine honoraire d'Aire, 1822-190, Dax, Croix des Landes, 1908, 43 p. (présentation en ligne)
- Montgaillard pendant la Révolution, Aire-sur-l'Adour, Labrouche, 1909, 71 p. (présentation en ligne)
- Rion-des-Landes, son histoire, Bergerac, Castanet, 1912, 459 p. (présentation en ligne, lire en ligne)
- Le mariage et la famille en Gascogne, Bordeaux, Picard, 1915, 1013 p. (présentation en ligne)
- La Mort du poilu, drame en un acte en vers, Pau, Marrimpouey, 1921, 16 p. (présentation en ligne)
- (oc) Lou Bartè, coumédie én coate actes, Dax, Labèque, 1922, 61 p. (présentation en ligne)
- (oc) Lou nouste Enric, coumediote, tres actes de bera, Dax, Labèque, 1925, 55 p. (présentation en ligne)
- Les Prix au marché de Dax de 1664 à 1668, Dax, Labèque, 1927, 10 p. (présentation en ligne)
- (oc) Las Dues Cigalhes, Aire-sur-l'Adour, Labrouche, 1927, 70 p. (présentation en ligne)
- Aire, Saint-Sever, Glize, 1933, 56 p. (présentation en ligne)
- (oc) Lou Mistèri dous Reys, 3 heytes de bers, Duhort-Bachen, 1935, 95 p. (présentation en ligne)
- Notre Dame de Maylis, son histoire et pélerinage, Mugron, Monastère de Maylis, 1936, 191 p. (présentation en ligne)
- (oc) Lous boussuts (1 heyte de prose), Duhort-Bachen, "en so de l'autou", 1937, 16 p.
- Soucouc, Pau, Marrimpouey, 1939, 104 p. (présentation en ligne)